# Pseudoclausia hispida
Pseudoclausia hispida là một loài thực vật có hoa trong họ Cải. Loài này được M. Pop. ex A. Vassil. miêu tả khoa học đầu tiên.